# ۷۰ (پیش از میلاد)
۷۰ (پیش از میلاد) ۷۰مین سال قبل از تقویم میلادی است.